# Erythrococca uniflora
Erythrococca uniflora är en törelväxtart som beskrevs av Michael George Gilbert. Erythrococca uniflora ingår i släktet Erythrococca och familjen törelväxter.
Artens utbredningsområde är Etiopien. Inga underarter finns listade i Catalogue of Life.